# الحزب المتحد (كينيا)
الحزب المتحد كان حزباً سياسياً في كينيا.

## التاريخ
تأسس الحزب في أغسطس 1959 من قبل لويلين بريجز، وجمع بين مجموعته المستقلة والأعضاء السابقين في حزب الاستقلال الفيدرالي الذين شكلوا حزب الحكومة المحلية التقدمية.     فازت المجموعة المستقلة بثمانية مقاعد من أصل أربعة عشر مقعدًا أوروبيًا في الانتخابات العامة لعام 1956، بينما فشل حزب الاستقلال في الحصول على تمثيل. كان تشكيل الحزب المتحد في المقام الأول استجابة لتأسيس حزب كينيا الجديد من قبل الأوروبيين الليبراليين. 
معارضا للاستقلال والتعليم المتكامل والانتخابات العامة، قدم الحزب المتحد دعمه للتحالف الكيني الجديد في عام 1960، وتم حله بحلول نهاية العام. 